# Burke (Virginie)
Pour les articles homonymes, voir Burke.
Burke est une Census-designated place située dans le comté de Fairfax, dans l’État de Virginie, aux États-Unis. Lors du recensement de 2010, elle comptait 41 055 habitants.

## Source
- (en) Cet article est partiellement ou en totalité issu de l’article de Wikipédia en anglais intitulé « Burke, Virginia » (voir la liste des auteurs).